# André Jarlan
André Joachim Jarlan Pourcel (Rignac o Rodez, Francia; 16 o 25 de mayo de 1941-Santiago, Chile; 4 de septiembre de 1984) fue un sacerdote católico francés, asesinado en la población La Victoria, en la comuna de Pedro Aguirre Cerda, durante una manifestación contra Augusto Pinochet.

## Biografía
Jarlan fue ordenado sacerdote el 16 de junio de 1968 en Rodez y luego nombrado vicario de la parroquia de Aubin. Se desempeñó como asesor de la Juventud Obrera Cristiana y de la Acción Católica Obrera de la región. En 1982 estudió español en la Universidad Católica de Lovaina, en Bélgica. En febrero del año siguiente llegó a la parroquia "Nuestra señora de la victoria",  de la población La Victoria, en Santiago de Chile, donde sirvió junto su compatriota, el también sacerdote Pierre Dubois por un año y medio antes de su fallecimiento.

### Muerte
La oposición a Pinochet llamó a jornada de protesta nacional para los días 4 y 5 de septiembre de 1984. El día 4 efectivos de carabineros ingresaron a la población La Victoria, reconocida como un bastión emblemático de resistencia a la dictadura militar, y al ser enfrentados por los pobladores con barricadas, fogatas, bombas molotov y miguelitos comenzaron a disparar. Una bala atravesó la pared de madera de la casa parroquial de la población e impactó en el cuello de Jarlan mientras este leía la Biblia, causándole la muerte.
Fue velado esa misma noche, y al día siguiente su féretro fue llevado en andas por pobladores desde La Victoria hasta la Catedral Metropolitana de Santiago. Su cuerpo fue repatriado a Francia el 8 de septiembre, yendo, de acuerdo al testimonio de Pierre Dubois, miles de personas a despedirlo al Aeropuerto de Pudahuel.
En 1991 fue incluido por la Comisión Nacional de Verdad y Reconciliación en su informe sobre las violaciones a los derechos humanos cometidas durante la dictadura militar:

Testimonios múltiples y concordantes recibidos, dan cuenta de la desproporción de la acción policial, pues no resultaba en absoluto justificado el uso de armas de fuego frente a los hechos del momento y en un lugar densamente poblado.  Los antecedentes expuestos llevan a esta Comisión a formarse la convicción que André Jarlan fue víctima de una violación a sus derechos humanos cometida por agentes del Estado que se excedieron en el uso de la fuerza.
Informe de la Comisión Nacional de Verdad y Reconciliación

## Legado
La figura de André Jarlan es tenida en muy alta estima por los habitantes de la población La Victoria, donde es considerado un símbolo de los caídos durante el régimen de Pinochet. En la población se puede encontrar una gran cantidad de murales con su rostro. Una vez al año se le rinde una semana de homenajes con liturgias, velatones y una feria de derechos humanos.
Como homenaje, se creó en la década de 1990 el Parque André Jarlán en Pedro Aguirre Cerda, a un costado de la Población La Victoria.